# Teorema de Euler (geometría diferencial)

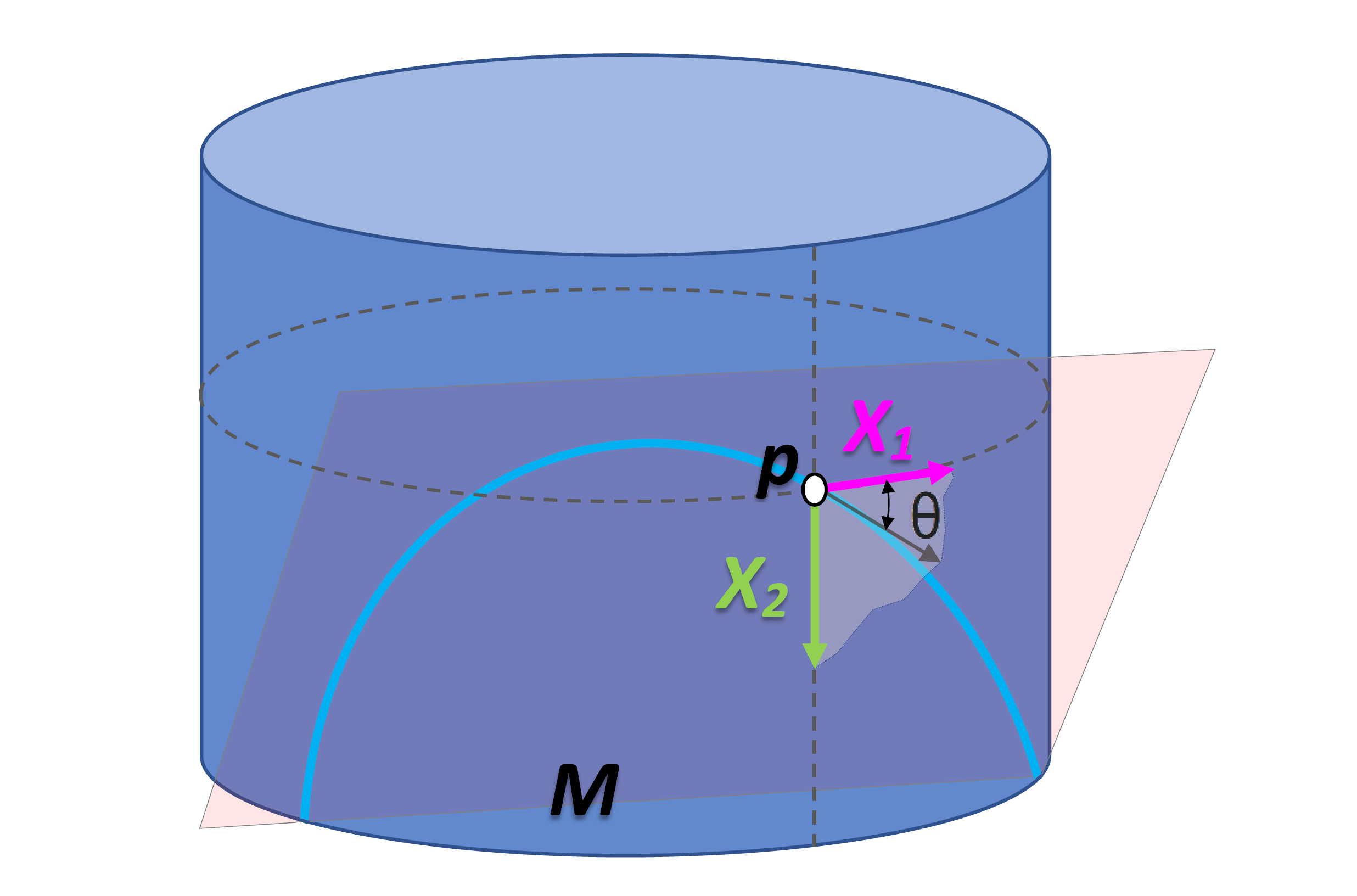
Aplicación del teorema de Euler a un punto de una curva inscrita en un cilindro

En el campo matemático de la geometría diferencial, el teorema de Euler es un resultado acerca de cómo determinar la curvatura en los puntos de una curva inscrita en una superficie. El teorema establece la existencia en cada punto de la superficie de dos curvaturas principales y de las correspondientes direcciones principales asociadas en las que la superficie se curva más y se curva menos. El teorema lleva el nombre de Leonhard Euler, quien lo demostró en 1760.

## Desarrollo
Más precisamente, sea M una superficie en el espacio euclídeo tridimensional y p un punto en M. El plano normal a la superficie en p es un plano que pasa por el punto p y contiene el vector normal a M. Por cada vector unitario tangente a M en p, pasa un plano normal PX que genera una curva plana al seccionar M. Esa curva tiene una cierta curvatura κX cuando se considera inscrita en el plano PX. Siempre que no todas las curvaturas κX sean iguales, existe algún vector unitario X1 para el cual k1 = κX1 es lo más grande posible, y otro vector unitario X2 para el que k2 = κX2 es lo más pequeño posible. El teorema de Euler afirma que X1 y X2 son perpendiculares entre sí y que, además, si X es cualquier vector que forme un ángulo θ con X1, entonces
| {\displaystyle \kappa _{X}=k_{1}\cos ^{2}\theta +k_{2}\sin ^{2}\theta .\,} | \| \| \| \| \| \| \| \| | (1) |
|                                                                            |                         |     |
|                                                                            |                         |     |

Las cantidades k1 y k2 se denominan curvaturas principales, y X1 y X2 son las direcciones principales correspondientes. La ecuación (1) a veces se denomina ecuación de Euler.
Si θ es ángulo que forma la tangente a una curva (inscrita en la superficie) en un punto dado p con respecto al vector X1, la fórmula de Euler permite obtener la curvatura de la curva en p.    